# Rupertikirche (Söbriach)

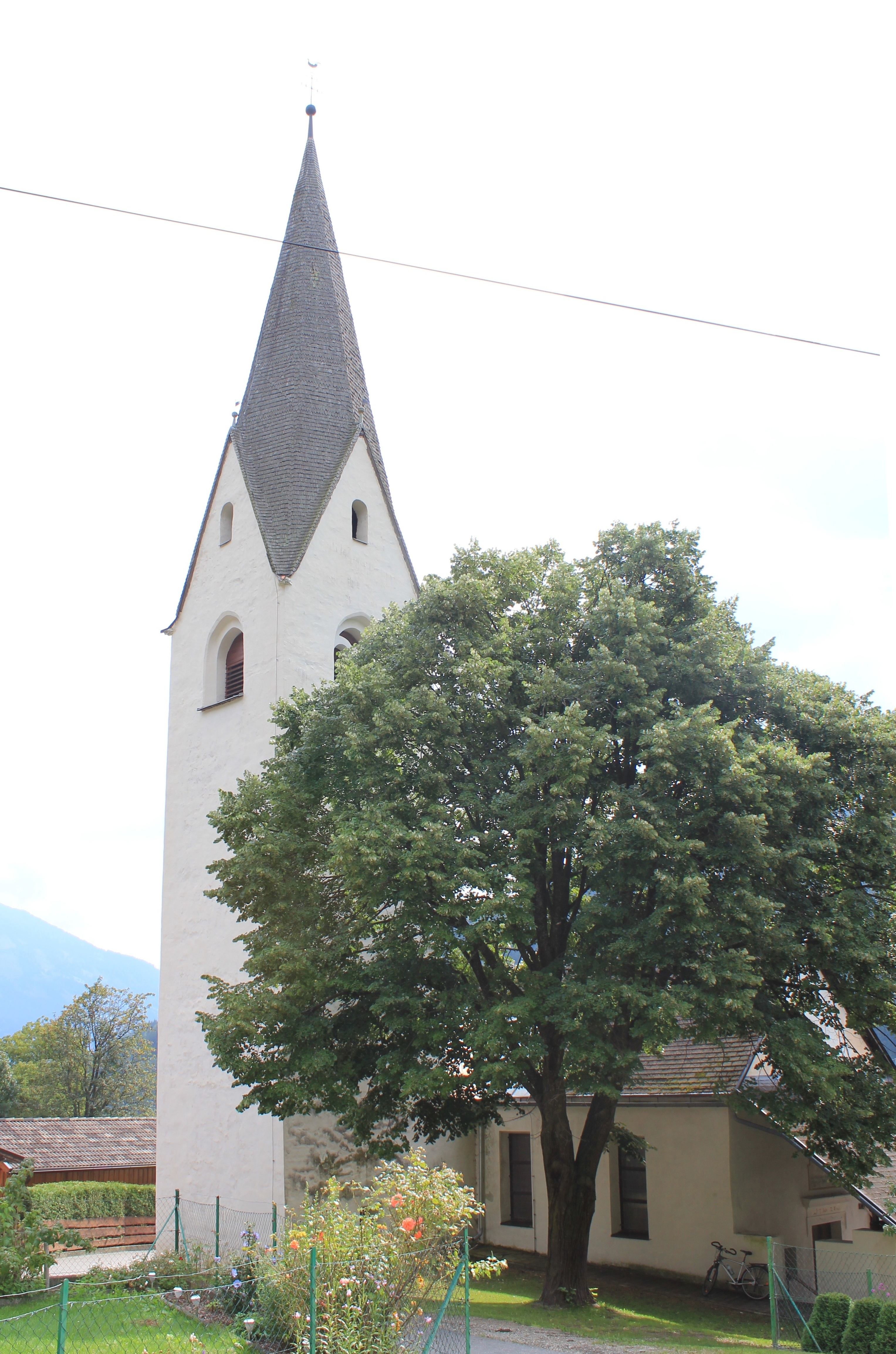
Rupertikirche Söbriach

Die römisch-katholische Rupertikirche Söbriach in der Gemeinde Obervellach ist eine Filialkirche der Pfarre Obervellach. Die 1496 erstmals genannte Kirche wurde 1824 renoviert und 1946 restauriert.

## Baubeschreibung
Das Gotteshaus ist eine spätgotische Kirche mit einem romanischen Kern, die später barockisiert wurde. In den Mauern des Langhauses wurde romanisches Opus spicatum festgestellt. Die Kirche besteht aus einem dreiachsigen Langhaus mit einer Pfeilervorlaube und einem einjochigen Chor mit Dreiachtelschluss. Der Turm mit spitzbogigen Schallfenstern wird von einem Spitzgiebelhelm bekrönt. In der Vorlaube steht ein steinerner Opfertisch.
Das Langhaus hat eine flache Decke mit einem umlaufenden Gesims. Die Holzempore mit einer pilasterartig gegliederten Brüstung steht auf Säulen. Ein stuckierter Triumphbogen mit Akanthusranken verbindet das Langhaus mit dem Chor. Über dem Altarraum mit Pilastergliederung erhebt sich ein Kreuzgratgewölbe.

## Einrichtung
Der Hochaltar mit Opfergangsportalen entstand um 1680. Das Mittelbild aus dem 18. Jahrhundert zeigt die Heiligen Rupert und Leonhard, das Oberbild die Heilige Dreifaltigkeit. Auf dem Tabernakel steht eine Rokokostatuette einer weiblichen Heiligen. Am Triumphbogen sind die um 1700 gefertigten Konsolfiguren des heiligen Silvester und eines Schutzengels aufgestellt.
Am rechten Seitenaltar ist ein Figürchen des auferstandenen Christus, ein Johannes Nepomuk aus der ersten Hälfte des 18. Jahrhunderts, ein heiliger Rupert aus dem 17. Jahrhundert, ein Rosenkranz mit einer Madonna in Engelgloriole sowie ein um 1700 gefertigter Gottvater zu sehen.
An der südlichen Langhauswand steht in einer kleinen spätbarocken Vitrine eine Holzfigur des Schmerzensmannes aus dem 16. Jahrhundert. In der Sakristei wird eine Schnitzfigur des heiligen Michaels vom Ende des 17. Jahrhunderts aufbewahrt.